# Miguel de Aguinaga y Mendigoitia
Miguel de Aguinaga y Mendigoitia (1634 -  1693) fue un militar y político español; capitán y Gobernador de la provincia de Antioquia en el Nuevo Reino de Granada, desde 1675 hasta 1679 tras la muerte de Francisco de Montoya y Salazar. Fue el fundador de la ciudad de Medellín en Colombia.

## Biografía
Miguel de Aguinaga y Mendigoitia nació en la población guipuzcoana de Éibar en el año 1634, lo bautizaron en la iglesia parroquial de San Andrés el 15 de noviembre de ese mismo año. Sus padres fueron Miguel de Aguinaga y María Mendigoitia.
En febrero de 1667, a la edad de 32 años, residía en Sevilla y se preparaba para su traslado a América. Realizó el viaje poco después, ya que el 10 de julio de ese mismo año se presentó en Santafé de Bogotá ante el escribano Clemente Garzón, donde ofreció las garantías necesarias para el adecuado ejercicio de su cargo como factor y veedor de la Real Hacienda de la capital, merced que le había sido concedida por su Majestad. Su acreditación era notable, considerando la importancia de los fiadores que lo respaldaron: don Francisco Félix y don Fernando Leonel de Caicedo, caballeros de la Orden de Santiago, así como don Alonso Ramírez de Oviedo y otros hidalgos de renombre.
Aguinaga tuvo una experiencia gratificante en su función como factor y veedor de la Real Hacienda de Santafé de Bogotá, cargo que desempeñó con eficacia durante alrededor de ocho años. En 1672, parece que se dirigió a Cartagena de Indias para encargarse de los bienes del Rey, aunque su regreso fue relativamente rápido.
El 9 de mayo de 1674, fue designado gobernador y capitán general de la provincia de Antioquia a través de un despacho que se emitió en Aranjuez. A pesar de que en febrero del año siguiente ya hacía uso del título, se quedó en Santafé de Bogotá durante varios meses más, y el 5 de agosto firmó un documento público en esa localidad. Finalmente, partió hacia su destino asignado.
Aguinaga llegó a Antioquia tras un viaje de dos meses, tomando posesión de su cargo el 12 de octubre de 1675, cuando recibió el mando de Juan Bueso de Valdés. A través de este último, Aguinaga se enteró del fallecimiento del gobernador Francisco de Montoya y Salazar, así como de su función como gobernador interino durante los seis meses anteriores. Este tiempo estuvo marcado por un intenso litigio entre las personas influyentes y las autoridades de Santafé de Antioquia, quienes se opusieron a la fundación de la Villa de Nuestra Señora de la Candelaria, decretada por Montoya en 1671, la problemática había sido resuelta en la Península, favoreciendo lo realizado por el gobernador fallecido y a los pobladores de la nueva fundación del Valle de Aburrá.
En la fecha del 14 de octubre de 1675, el nuevo gobernante desprecintó el sobre que albergaba la real cédula, datada en Madrid el 22 de noviembre de 1674, que aprobaba la fundación en disputa; «y puesto en pie, y destocado, la besó y puso sobre su cabeza con el acatamiento debido, como carta de su rey y señor natural».
Antes de proceder con la erección que se había ordenado, el gobernador Aguinaga y Mendigoitia realizó una serie de estudios con el objetivo de consolidar recursos y establecer sobre bases robustas toda la estructura social, política y administrativa de la nueva Villa de Nuestra Señora de la Candelaria. Instruyó la confección del Padrón de vecinos, que constituye el primer censo de la localidad de Medellín.
En su relato, el historiador Julio César García caracteriza el evento solemne de la constitución de la Villa de Nuestra Señora de la Candelaria de Medellín de esta forma:
| «Acompañado del escribano Félix Ángel del Prado, llegó el gobernador Aguinaga y Mendegoitia al sitio de Aná el 28 de octubre y se alojó en casa de don Francisco Díez de Latorre, en la plaza mayor. El día 2 de noviembre, después de la misa, montó el gobernador a caballo acompañado de los principales vecinos, precedido por músicas de cajas y clarines; al regresar a la plaza se cumplieron las formalidades de rito; señaló ocho cuadras en largo y en ancho para el caserío, delimitó ejidos y baldíos y por jurisdicción fijó todo el valle de Aburrá, “desde los nacimientos de dicho río hasta donde entra el río Porce, de una banda a otra hasta la cumbre”». —Julio César García |

| «Procedió en seguida a tomar informes sobre la calidad de las personas que deberían desempeñar los respectivos oficios y el 17 de noviembre les dió posesión de ellos [...] Señaló por rollo un madero clavado en el centro de la plaza y se fijó atribuciones: “Y así fecho, manda a los cabildos, justicias y regimientos de las ciudades, villas y lugares de la Provincia de su gobierno, vecinos y moradores, caballeros y escuderos, hombres buenos y leales, hayan y tengan por tal Villa la eregida y fundada; y como tal la acaten y sus súbditos en ella la acaten y respeten, y todos le guarden y hagan guardar las honras, gracias, mercedes que por derecho se le conceden, así en lo judicial como en lo extrajudicial, sin facer cosa en contrario, bajo la pena de mil ducados para la real cámara y fisco en que desde luego declara por incurso al contraventor o transgresores”». —Julio César García |

En un informe dirigido a Su Majestad por los miembros del primer cabildo, con fecha del 23 de junio de 1676, se detalla la manera en que se realizó la fundación de la Villa. En este contexto, los cabildantes manifiestan su agradecimiento al soberano por haber concedido a don Miguel de Aguinaga y Mendigoitia el gobierno de la provincia de Antioquia; «del cual, en el corto tiempo que ha que gobierna, hemos experimentado lo que pudiéramos desear en mucho, que es la paz y tranquilidad que al presente se halla la Provincia con su venida y muéstrase muy celoso del servicio de Dios y del aumento de vuestra Real Hacienda».
Don Miguel de Aguinaga y Mendigoitia ocupó el cargo en la Provincia de Antioquia durante cuatro años, siendo reemplazado por don Diego Radillo de Arce, quien recibió la entrega del cargo el 29 de junio de 1679. Desde entonces, no hay registros sobre su vida posterior, y no se sabe si llegó a casarse o si dejó herederos.
En el Archivo de Indias de Sevilla, España en 1959 se descubrieron su partida de defunción, emitida por las autoridades de Sagrario, España, donde murió y fue sepultado el 13 de diciembre de 1693, así como su testamento, en el que se identifica como hijo de don Miguel de Aguinaga y doña María de Mendigoitia.
En las postrimerías de la vida del célebre capitán don Miguel de Aguinaga y Medigoitia, figura relevante en la historia de Medellín, se destacan dos fechas que son claras, reveladas en 1959: su ingreso a la Orden de Alcántara en 1689, lo que sugiere un regreso a la Península desde hace tiempo; y el 13 de diciembre de 1693, fecha en la que, a los 59 años, regresa a la tierra que lo vio nacer, siendo sepultado en un rincón del cementerio de Sagrario, España.